# Mouvement LaRouche
Le Mouvement LaRouche est un réseau politique promouvant les idées de Lyndon LaRouche.

## Organisations
- Allemagne : Mouvement des droits civiques Solidarité et Institut Schiller (think tank) de Helga Zepp-LaRouche (épouse de Lyndon LaRouche)
- France : Solidarité et progrès de Jacques Cheminade (et auparavant Parti ouvrier européen)